# どきどきキャンプ
どきどきキャンプは、ケイダッシュステージに所属する日本のお笑いコンビである。2001年8月結成。以前はアミューズ、自主経営の事務所「T.G.A.C」の所属だった。

## メンバー
岸 学（きし まなぶ、1978年11月21日（46歳） - ）ボケ担当
- 東京都出身、創価大学卒。血液型B型、身長173cm。
- 『24 -TWENTY FOUR-』の登場人物・ジャック・バウアーのモノマネ（キーファー・サザーランドよりも、日本語吹き替えの担当声優・小山力也を強く意識したもの）が得意で、定番の持ちネタ。同じく小山力也が吹き替えを担当している、『ウォーキング・デッド』の登場人物・ダリル・ディクソン（ノーマン・リーダス）や『名探偵コナン』の毛利小五郎のモノマネも持ちネタとしており、実質的に小山力也のモノマネともいえる。
- 『R-1ぐらんぷり』（関西テレビ）の決勝に3回進出した経験を持ち、2006年大会決勝で5位、2009年大会では敗者復活戦を1位で勝ち上がり決勝進出で9位、2013年大会決勝ではAブロックで3位となった。
- 『歌ネタ王決定戦』（毎日放送）2013予選にもピン芸人として出場し、準決勝まで進出した。
- 『ウンナン極限ネタバトル! ザ・イロモネア 笑わせたら100万円』（TBSテレビ）のネタ中、ふとした拍子に膝を曲げて「ポキッ」と音を出す芸を披露。しかし、一度披露すると3分間時間を空けないと音が鳴らない。
- 大のガンダム好きのため、単独ライブのタイトルをガンダムと関連付けたものにすることが多い。
- 青いスカートをこよなく愛する。
- 創価大学落語研究会27期で、土屋伸之（ナイツ）や、おくまん（元カオポイント）が同期。

佐藤 満春（さとう みつはる、1978年2月17日（47歳） - ）ツッコミ担当
- 東京都町田市出身、桜美林大学文学部中国語中国文学科卒。血液型O型、身長170cm。
- 岸が『24 -TWENTY FOUR-』ネタを始めた当初はドラマ本編を見たことがなく、主人公のジャック・バウアーの事を小太り体型の俳優と勘違いしたため、「相方みたいな太ったオッサンが大暴れするドラマ」という間違った解釈をしていた。今では同作のファンであり、同作の登場人物のモノマネをした事がある。
- ゆってぃによると、マクドナルドのセットメニューも食べ切れない程の少食だという。また、急いで食べるために美味しそうに食べることが出来ない。これらの事を2019年12月31日にbayfmの年越し特番でその事を明かした上に、お酒も呑めない体質であることを伝えると、その時のDJであった門脇知子から「つまんない男」と弄られている。
- お笑いコンビの地味な方で構成された「地味ーズ」の一員である。

## 概要
落語研究会出身の岸が知人に紹介された佐藤を誘い、2001年にコンビ結成。佐藤は結成以前から岸のことを知っており、結成は素直に嬉しかったとのこと。岸は「とりあえずハゲてないし、太ってないからいいか」と佐藤とのコンビ結成を承諾。岸は最初「どきどきマングース」という名前で別の人とコンビを組んでいたが、佐藤と組む段になって「どきどき」を残し「どきどきキャンプ」とした（佐藤曰く「岸さんは『どきどき』だったんだね。」）
結成当初は、アミューズのお笑い部門に所属。同じくお笑い部門に所属するWAGEらと一緒にライブに出ていた。その後、お笑い部門が閉鎖し、フリーを経て、2005年にケイダッシュステージに所属した。
憧れの芸人は塚地武雅（ドランクドラゴン）である。
ドラマ『24 -TWENTY FOUR-』のネタを行なっていることから、本家『24』のファイナルシーズンのDVDのCMに出演、2020年に放送されたテレビドラマ24 JAPAN（テレビ朝日）の番宣も務め同作にゲスト出演している。
佐藤単独の仕事が増えているが、岸は寛容で、やりたいことを許している。佐藤も岸のものまねで世に出ることができたため、感謝している。

## ネタ
主にコント。岸のキャラクターを押した内容が多い。ボケとツッコミを入れ替えたネタやダブルアタックのネタも存在する。『爆笑オンエアバトル』（NHK総合）や『キングオブコント』の予選では佐藤がデスメタル歌手に扮したコントを披露している。
修学旅行や学級選挙を題材にした学生コントが多い。理由はデビュー当時に衣装を用意するのが楽だったから（同じ理由でセットもパイプ椅子のみが多い）。最近では私服のコントが多くなっている。M-1グランプリに出場したこともある。
2013年には、佐藤の話の要所要所で岸が微妙な例えを挙げていく（それに対して佐藤は基本的にツッコまずにそのまま話を進める）漫才でTHE MANZAIの認定漫才師に選ばれ、ワイルドカード決定戦に進出した。
『爆笑レッドカーペット』（フジテレビ）と『エンタの神様』（日本テレビ）では岸がジャック・バウアーに扮したネタを行っている。先輩がジャック・バウアーをまねたのを見て岸が楽屋でやってみたのが始まり。その時点で佐藤は、ドラマ「24」すら知らなかった。2008年1月にライブで初披露し、客の大半はわからなかったものの、一部で大受けし、徐々にテレビに呼ばれるようになった。普段は岸だけがジャック・バウアーに扮しているが、『爆笑レッドカーペット』では佐藤が『24 -TWENTY FOUR-』の登場人物に扮したこともある。また、ジャック･バウアーはディランと全く同じ自転車を持っているという設定が出たことがあった。
ネタによってはボケとツッコミが逆になる。漫才では佐藤がボケ、岸がツッコミを行うものもある。

## 賞レースでの戦績

### Mｰ1グランプリ
| 年度             | 結果         | 会場                 | 日時       |
| ---------------- | ------------ | -------------------- | ---------- |
| 2002年（第2回）  | 3回戦進出    | ルミネtheよしもと    | 2002/11/16 |
| 2003年（第3回）  | 3回戦進出    | ルミネtheよしもと    | 2003/11/08 |
| 2004年（第4回）  | 2回戦進出    | パナソニックセンター | 2004/11/03 |
| 2005年（第5回）  | 2回戦進出    | パナソニックセンター | 2005/10/30 |
| 2006年（第6回）  | 2回戦進出    | ラフォーレ原宿       | 2006/11/05 |
| 2007年（第7回）  | 3回戦進出    | ルミネtheよしもと    | 2007/11/24 |
| 2008年（第8回）  | 3回戦進出    | ルミネtheよしもと    | 2008/11/15 |
| 2009年（第9回）  | 3回戦進出    | ルミネtheよしもと    | 2009/11/27 |
| 2010年（第10回） | 3回戦進出    | ルミネtheよしもと    | 2010/11/23 |
| 2015年（第11回） | 準々決勝進出 | 浅草公会堂           | 2015/11/03 |
| 2016年（第12回） | 3回戦進出    | ルミネtheよしもと    | 2016/10/27 |

### キングオブコント
| 年度   | 結果         | 会場                         | 日時       |
| ------ | ------------ | ---------------------------- | ---------- |
| 2008年 | 2回戦進出    | ラフォーレミュージアム六本木 | 2008/08/25 |
| 2009年 | 準決勝進出   | 赤坂BLITZ                    | 2009/08/31 |
| 2010年 | 2回戦敗退    | TEPCOホール                  | 2010/08/04 |
| 2011年 | 準決勝進出   | 赤坂BLITZ                    | 2011/08/25 |
| 2012年 | 準々決勝敗退 | 明治安田生命ホール           | 2012/08/18 |
| 2013年 | 1回戦敗退    | シアターブラッツ             | 2013/08/03 |
| 2014年 | 2回戦進出    | 原宿クエストホール           | 2014/08/29 |
| 2015年 | 2回戦進出    | 明治安田生命ホール           | 2015/08/19 |
| 2016年 | 2回戦進出    | きゅりあんホール             | 2016/08/09 |
| 2017年 | 2回戦敗退    | シアターブラッツ             | 2017/08/10 |
| 2018年 | 2回戦敗退    | シアターブラッツ             | 2018/08/03 |
| 2019年 | 準々決勝進出 | きゅりあん小ホール           | 2019/08/09 |

### THE MANZAI
| 年度            | 結果               | 会場               | 日時       | 備考                                          |
| --------------- | ------------------ | ------------------ | ---------- | --------------------------------------------- |
| 2012年（第2回） | 2回戦進出          | ラフォーレ原宿     | 2012/08/22 |                                               |
| 2013年（第3回） | 本選サーキット進出 | ルミネtheよしもと  | 2013/10/20 | 認定漫才師、予選17位 ワイルドカード決定戦進出 |
| 2013年（第3回） | 本選サーキット進出 | ルミネtheよしもと  | 2013/11/09 | 認定漫才師、予選17位 ワイルドカード決定戦進出 |
| 2014年（第4回） | 2回戦敗退          | 明治安田生命ホール | 2014/08/26 |                                               |

## 現在の出演番組

### ラジオ
- グラッチェ×グラッチェ（GERA放送局、2023年3月 - ） - 毎月第2、第4金曜放送

## 以前の出演番組
佐藤満春単独での出演歴については佐藤満春#出演を参照。※印は岸のみの出演

### テレビ

#### バラエティ
- 関根&優香の笑う夏休みあけ（テレビ朝日、2005年9月4日）
- 爆笑オンエアバトル（NHK総合）戦績4勝11敗 最高505KB

初オンエア（2005年10月29日放送回、481KB・2位）は初出場から約2年半かかったが、その次の出場回で再びオフエアとなってしまい、そのまま6連敗を記録。その後2008年5月15日放送回にてリベンジを果たしたが、2勝目達成まで今度は約2年半もかかってしまった。
2006年6月16日放送回においては最下位を記録したが、通常収録初のオーバー300（301KB）を記録しながらの最下位となってしまった。なお、これは通常収録に限定すれば番組内における最下位の歴代最高KBとなっており、地方収録を含めても歴代2位タイの記録となっている。
2008年度はそれまでの不調とは打って変わって、9月4日放送回で自身初のオーバー500KB及びトップ通過、更に初の連勝を記録するなど好調であった。この勢いで3連勝を達成するも、チャンピオン大会出場最低条件である年間4勝目を狙いに行った放送回でまさかの自己最低KB（185KB）を記録してしまい連勝がストップ。以降の年度内は出場しなかったため、自身初のチャンピオン大会出場は果たせなかった。月1回の放送となった翌年の2009年度にも1度だけ挑戦しているが、317KBで15組中13位に終わりオンエアは果たせなかった。
100KB台～400KB台までの敗退を全て経験した事があるという珍しい記録を持つコンビである。また、2006年11月17日～2007年7月20日放送回まで200KB台、300KB台、400KB台と出場する度に獲得KB数が上昇しているのに全てオフエアとなるという珍しい経験もしている。
上述のように2008年度は3連勝を記録するなど好調であったが、同時期に他のネタ番組で多く披露され、且つコンビの知名度を飛躍的に上げる事となった岸が『24 -TWENTY FOUR-』のジャック・バウアーに扮するネタは当番組では1度も披露しなかった。
- オンバト+（NHK総合）0勝1敗 最高305KB
- 笑いの金メダル（朝日放送）
- エンタの神様（日本テレビ）キャッチコピーは「鼓動するOUT夜炎（アウトファイヤー）」
- コントカーニバル
- ちゅちゅまん（IBC岩手放送）
- 爆笑一番（秋田テレビ）
- ウンナン極限ネタバトル! ザ・イロモネア 笑わせたら100万円（TBSテレビ）「ゴールドラッシュ」に出演し、イロモネア出場権を獲得した翌週、サバイバルルールに出場。
- 大進撃放送BONZO（TOKYO MX、不定期出演）
- ミッドナイトランブラー（JFN、不定期出演）
- 九州青春銀行（RKB毎日放送）「ハンバーガー1ヶ月生活」企画に出演
- 爆笑レッドカーペット（フジテレビ、不定期出演）キャッチコピーは「24 イン ジャパン」→「たとえて言うなら」

コラボカーペットで、なだぎ武（ディラン名義）、クボケン（5GAP）、やまもとまさみ（岸のみ）と共演
- お笑いDynamite!（TBSテレビ）キャッチコピーは「お笑い24」
- ぐるぐるナインティナイン（日本テレビ）※
- アメトーーク!（テレビ朝日）
- 幸せの黄色い仔犬（中京テレビ）「コレがベストアンサー!幸せ知恵袋」のコーナー担当（オードリーと一緒に担当）
- 爆笑問題のドッキリ パニックフェイス王（TBSテレビ、2008年9月9日）
- THE THREE THEATER（フジテレビ、2009年1月1日）
- うたばん（TBSテレビ、2009年5月31日）
- お笑いメリーゴーランド（TBSテレビ）
- ズームイン!!SUPER おもしろ投稿ビデオ大賞（日本テレビ、2009年7月28日）ナレーションとして ※
- クイズ$ミリオネア（フジテレビ、2009年9月15日）春日俊彰（オードリー）の応援として登場。
- リンカーン（TBSテレビ、2009年10月13日）
- 人志松本の○○な話（フジテレビ、2009年11月3日 - 10日）※
- ジャガイモン（テレ朝チャンネル、2009年12月10日）
- 夜遊び三姉妹 魅惑の上上下下左右左右BA (日本テレビ、2009年12月19日) ※
- 今夜もドル箱（テレビ東京、2010年2月16日）
- うまプロ!U-1グランプリ（フジテレビ）
- GM〜踊れドクター 第3話（TBSテレビ、2010年8月1日） 佐藤のみ
- ピラメキーノ（テレビ東京、2011年5月20日）『バカウケコドモ-1GP』※
- アリなし〜アリケン★ゴールデンスタジアム〜（テレビ東京、2011年5月21日）- 佐藤のみ
- 華和家の四姉妹（TBSテレビ、2011年7月 - 9月）
- 好好!キョンシーガール〜東京電視台戦記〜 第6話（テレビ東京、2012年11月16日） - 佐藤のみ
- ケイダッシュステージの殴るなら殴れ!!（ニコジョッキー、2011年7月20日開始）
- ひらがな推し（テレビ東京、2018年6月18日・25日、2019年3月18日 - 4月1日）
- 爆笑オンエアバトル20年SP～平成最後の年に一夜限りの大復活！～（NHK総合、2019年3月23日[31]）
- オールスター後夜祭（TBSテレビ、2018年10月7日[32]、2019年4月6日）
- 日向坂で会いましょう（テレビ東京、2019年7月15日・22日） - ヒット祈願・ヒットキャンペーンなどのロケVTRのMC。

### ラジオ
- アンタッチャブルのシカゴマンゴ（TBSラジオ、2008年1月3日）
- 伊集院光 日曜日の秘密基地（TBSラジオ、2008年1月20日）岸のみ
- のーぎゃらくん（文化放送）
- 宮川賢のおはよう!スプーン（RFラジオ日本）
- アルコ&ピースのオールナイトニッポン0 (ZERO)（ニッポン放送、2015年12月17日）岸のみ

### CM
- トヨタ自動車 マークXジオ（2009年9月）
- りんどう湖ファミリー牧場（2010年8月）
- 24 -TWENTY FOUR-シーズン8（ファイナルシーズン)DVD（2010年10月 - ）
- 日本マクドナルド「夜マック」（2024年1月9日 - ）佐藤のみ、店内の客役。[33]
- DeNA Pococha（2024年4月22日 - ）佐藤のみ。[34]

### インターネット
- 特命係長 只野仁 AbemaTVオリジナル2（AbemaTV） - 第5話（2018年1月3日配信）岸のみ（丸山 役）。
- 24 JAPAN 配信スペシャル版（AbemaTV・TELASA、2020年10月9日 - 2021年3月27日） - 岸のみ（岸本 役・ナレーション）。

## 単独ライブ
- 2004年
  - 8月9日-10日 - 「DOKIDOKICAMP THE RIDE」（銀座小劇場）
- 2005年
  - 3月26日-27日 - 「どきどきキャンプF91」（笹塚ファクトリー）
  - 9月27日-28日 - 「月は出ているか?」（新宿モリエール）
- 2006年
  - 7月17日 - 「我々は3年待った」（新宿モリエール）
- 2007年
  - 3月24日 - 「完全平和主義」（恵比寿・エコー劇場）
- 2008年
  - 1月28日 - 「木星帰り」（恵比寿・エコー劇場）
- 2009年
  - 3月29日 - 「私の愛馬は凶暴です」（恵比寿・エコー劇場）
- 2010年
  - 3月14-15日 - 「サスロ」（恵比寿・エコー劇場）
- 2011年
  - 7月24日 -  「climb on」（恵比寿・エコー劇場）
  - 11月10日 - 「カラビナ」（しもきた空間リバティ）
- 2012年
  - 4月23日 - 「イノベーター」（シアターミラクル）

### 舞台
- ザ☆夕方カレー 第1回プロデュース公演『スプーンおじさん』（2009年7月10日 - 12日）
- ザ☆夕方カレー 第2回プロデュース公演『トレジャーボックス』（2010年6月25日 - 7月27日）
- ザ☆夕方カレー 第4回プロデュース公演『Just you and me』（2011年10月28日 - 30日）
- ザ☆夕方カレー 第3回（復活）プロデュース公演『サヨナラ雪』（2012年3月25日 - 28日）